# Courtenay Becker-Dey
Courtenay Compton Becker-Dey (Greenwich, 27 de abril de 1965) é uma velejadora estadunidense, medalhista olímpica. Ela competiu nos Jogos Olímpicos de Verão de 1996 na classe Europe e conquistou a medalha de bronze, tendo totalizado 39 pontos nas onze regatas disputadas. No Campeonato Mundial em Oxelösund em 1989, ela ganhou a medalha de prata nesta mesma classe.